# Bureau des narcotiques et des drogues dangereuses
Bureau of Narcotics and Dangerous Drugs
Le Bureau des narcotiques et des drogues dangereuses (en anglais : Bureau of Narcotics and Dangerous Drugs), parfois appelé tout simplement «  Bureau des narcotiques », est un des ancêtres de la Drug Enforcement Administration (DEA) américaine. Créé en 1968, elle fusionna avec l'Office of National Narcotics Intelligence (ONNI) et l'Office of Drug Abuse Law Enforcement (ODALE) pour créer la DEA en 1973.

## Historique
Un premier Bureau Anti-narcotiques (Bureau of Narcotics) fut créé en 1927 au sein du ministère des Finances américain par transformation du Bureau de la prohibition .
Le Bureau des narcotiques collabora au projet SHAMROCK, demandant à la NSA d'intercepter des communications pour elle. 450 noms américains et 3 000 noms étrangers furent ainsi transmis à la NSA.
Richard Helms, directeur de la CIA, approuva en janvier 1971 un programme d'infiltration du Bureau, à la suite d'une demande du directeur du BNDD, John Ingersoll, qui soupçonnait une corruption endémique parmi ses agents.